# WR 102
WR 102 è una stella di Wolf-Rayet nella costellazione del Sagittario distante circa 9400 anni luce dal sistema solare. Si tratta di una stella di classe WO2, vale a dire che presenta nel proprio spettro le linee dell'O V-VI (ossigeno ionizzato quattro o cinque volte), una classe molto rara a cui fino ad oggi sono state attribuite solo quattro stelle della Via Lattea. Si ritiene che WR 102 – al momento della sua scoperta la stella più calda conosciuta – si trovi in uno stadio molto avanzato della sua storia evolutiva e che sia prossima ad esplodere in una supernova.

## Scoperta
WR 102 è stata citata per la prima volta come possible controparte visibile della sorgente di raggi X GX 3+1. Tuttavia, divenne presto chiaro che si trattasse di due oggetti distinti e, nel 1971, fu evidenziato come questa stella avesse nel proprio spettro delle insolite linee di emissione corrispondenti all'OVI. WR 102 fu classificata come stella di classe WC, sebbene fosse una stella inusuale per quella classe, dato che non era la stella centrale di una nebulosa planetaria e aveva linee di emissione fortemente ionizzate. Data inoltre la sua luminosità variabile, la stella fu anche designata come stella variabile con il nome V3893 Sagittarii, divenendo la sessantaduesima della lista delle stelle variabili conosciute.
Nel 1982, WR 102 e altre quattro stelle altamente luminose e con linee di emissione corrispondenti all'ossigeno altamente ionizzato, sono state utilizzate per definire la classe WO delle stelle di Wolf-Rayet.

## Caratteristiche
Come detto, WR 102 è una delle pochissime stelle di Wolf-Rayet conosciute appartenenti alla classe spettrale WO2. Come le altre tre stelle finora conosciute appartenenti a questa classe, anche WR 102 ha una temperatura superficiale altissima, pari a 210000 K, ed un'elevatissima luminosità, pari a 282000 volte quella del Sole, secondo alcuni modelli atmosferici, e a 380 000 volte quella del Sole, secondo calcoli basati sulla magnitudine e sulla distanza. Per quanto riguarda le sue dimensioni, WR 102 è una stella piuttosto piccola, con un raggio pari a 0,58 R⊙, ma piuttosto densa, dato che la sua massa è di 16,7+1,7
−1,4 M⊙.
La stella eietta i suoi strati più esterni ad una velocità di circa 5000 km/s generando un vento stellare che fa sì che WR 102 perda ogni anno una massa pari a circa 10-5 masse solari,  un valore centinaia di milioni di volte maggiore di quello relativo al Sole, che perde ogni anno un valore di massa pari a (2-3) x 10-14 masse solari. Questi venti e l'altissima energia della radiazione ultravioletta emessa hanno portato alla compressione e alla ionizzazione del materiale interstellare circostante, generando una complessa serie di archi descritta come un tipo "a bolla" di nebulosa di Wolf-Rayet.

## Stadio evolutivo
Si ritiene che le stelle WO siano l'ultimo stadio evolutivo di stelle supermassicce prima che queste esplodano in supernovae. Si ritiene quindi probabile che WR 102 sia agli ultimi stadi dei suoi processi di fusione nucleare, vicino, se non già oltre, alla fine del processo tre alfa, in cui tre nuclei di elio (particella α) sono alla fine trasformati in carbonio dopo una complessa serie di reazioni nucleari.
È stato calcolato che WR 102 esploderà in una supernova entro i prossimi 1 500 anni. L'elevata massa della stella, assieme alla sua rapida rotazione, potrebbe dare origine a un lampo gamma, ma a tutt'oggi non è chiaro se WR 102 stia ruotando abbastanza rapidamente. Mentre infatti prima, basandosi sulla velocità di rotazione del vento solare, si riteneva che la velocità di rotazione della stella fosse di almeno 1000 km/s, osservazioni spettrometriche recenti hanno confermato che WR102 sta in effetti ruotando ma a una velocità decisamente inferiore.